# 7.ª Cúpula das Américas

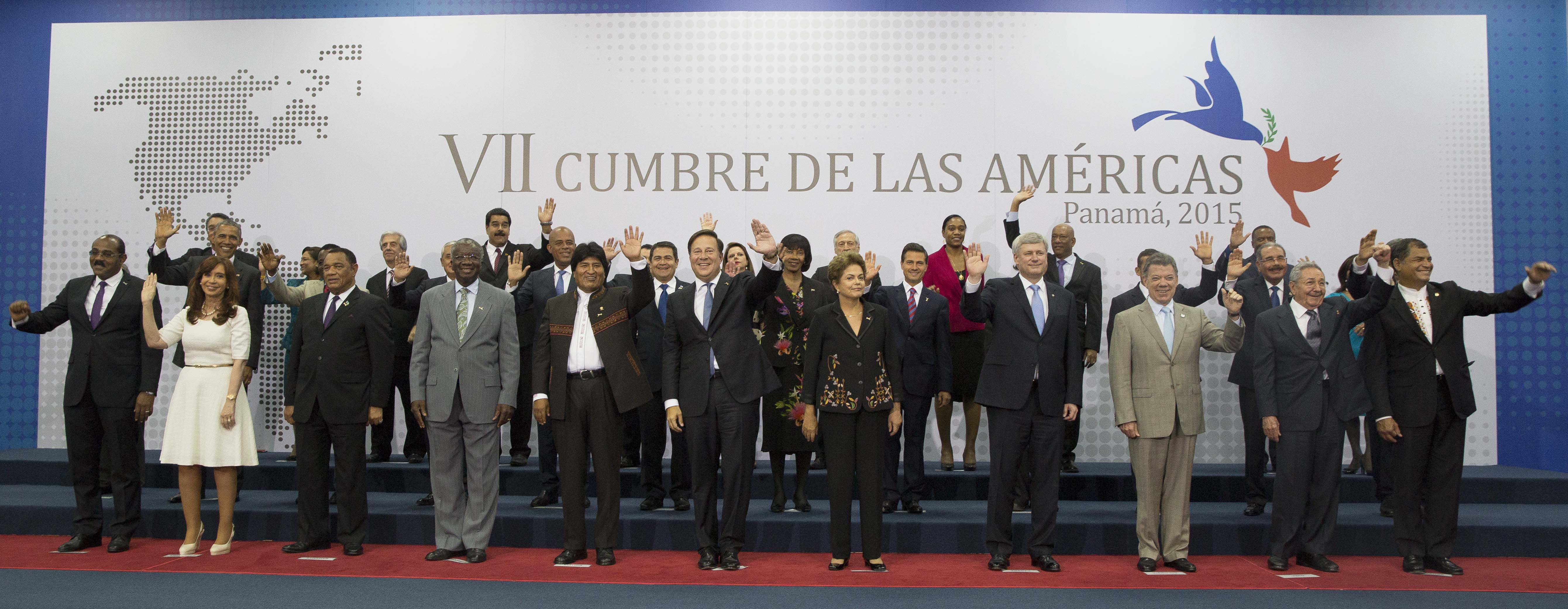
Líderes dos países americanos na cúpula

A 7.ª Cúpula das Américas, ou 7.ª cimeira das Américas, é o sétimo encontro entre os presidentes dos países do continente americano pertencentes a Organização dos Estados Americanos.
A ocorrer na Cidade do Panamá, capital do Panamá, a cimeira marca a inédita presença do Presidente de Cuba, o senhor Raúl Castro. Cuba esteve ausente das demais cimeiras devido o embargo que o país sofria por parte dos Estados Unidos, além do presidente de Cuba e do presidente dos Estados Unidos, Barack Obama, outros 33 líderes de países americanos estão presentes no encontro.

## Expectativa
A ocorrer durante 5 dias, de 10 até 15 de abril, a cimeira continua por reunir líderes americanos no evento que ocorre a cada 3 anos.
A cidade do Panamá preparou um forte esquema de segurança para garantir a evolução do evento sem ocorrências de fatos graves, contudo, fatos pequenos antecederam o evento quando da chegada dos principais líderes.

## Agenda
Vários encontros e acordos bilaterais são esperados para o evento e os dias que o antecedem, porém, o encontro mais esperado acontece entre o presidente de Cuba e o dos Estados Unidos, que seguindo os acontecimentos ocorridos recentemente devem posar lado-a-lado para a foto da Cimeira, sinalizando a continuação da aproximação diplomática entre os dois países.
Outro fato importante que deverá ocorrer será durante a fala de Barack Obama, onde o mesmo anunciará a retirada de Cuba da lista dos países que patrocinam o terrorismo.
O presidente da Venezuela, Nicolás Maduro protestou no encontro acerca da imposição de sanções a importantes funcionários do país por parte dos Estados Unidos, que por sua vez declarou que a Venezuela representa uma "ameaça", fatos que se seguem à depreciação das relações entre a Venezuela e os Estados Unidos.

## Participantes
- Baldwin Spencer, Primeiro-ministro de Antígua e Barbuda;
- Cristina Fernández de Kirchner, Presidente da Argentina;
- Perry Christie, Primeiro-ministro das Bahamas;
- Freundel Stuart, Primeiro-ministro de Barbados;
- Dean Barrow, Primeiro-ministro de Belize;
- Evo Morales, Presidente da Bolívia;
- Dilma Rousseff, Presidente do Brasil;
- Stephen Harper, Primeiro-ministro do Canadá;
- Michelle Bachelet, Presidente do Chile;
- Juan Manuel Santos, Presidente da Colômbia;
- Luis Guillermo Solís, Presidente da Costa Rica;
- Raúl Castro, Presidente de Cuba;
- Roosevelt Skerrit, Primeiro-ministro da Dominica;
- Barack Obama, Presidente dos Estados Unidos;
- Salvador Sánchez Cerén, Presidente de El Salvador;
- Keith Mitchell, Primeiro-ministro de Granada;
- Otto Pérez Molina, Presidente da Guatemala;
- Donald Ramotar, Presidente da Guiana;
- Evans Paul, Primeiro-ministro do Haiti;
- Juan Orlando Hernández, Presidente de Honduras;
- Portia Simpson Miller, Primeira-ministra da Jamaica;
- Enrique Peña Nieto, Presidente do México;
- Daniel Ortega, Presidente da Nicarágua;
- Juan Carlos Varela, Presidente do Panamá;
- Horacio Cartes, Presidente do Paraguai;
- Ollanta Humala, Presidente do Peru;
- Danilo Medina, Presidente da República Dominicana;
- Kenny Anthony, Primeiro-ministro de Santa Lúcia;
- Timothy Harris, Primeiro-ministro de São Cristóvão e Nevis;
- Ralph Gonsalves, Primeiro-ministro de São Vicente e Granadinas;
- Dési Bouterse, Presidente do Suriname;
- Kamla Persad-Bissessar, Primeira-ministra de Trinidad e Tobago;
- Tabaré Vázquez, Presidente do Uruguai;
- Nicolás Maduro, Presidente da Venezuela.